# Zastava PPZ
Zastava PPZ — сербский самозарядный пистолет, представляющий собой дальнейшее развитие линейки пистолетов Zastava CZ 99. Разработан оружейной компанией Zastava Arms и адаптирован под несколько распространённых калибров.

## История разработки
В 2007 году компания Zastava Arms начала работу над модернизацией CZ 99, получившей обозначение CZ M-07. В новой модели были изменены затвор (опущена ось ствола на 4 мм), переработан спусковой механизм, увеличена ёмкость магазина и добавлен удлинённый выступ рамки («бобровый хвост»).
В 2010 году на оружейной выставке IWA в Нюрнберге был представлен прототип под рабочим названием РАШОМОН, отличавшийся полимерной рамой, сменной задней накладкой и планкой Пикатинни стандарта MIL-STD-1913.
В 2012 году был показан следующий прототип под названием PPZ, в котором доработаны конструкция затвора и элементы управления. К 2013 году образец находился на стадии испытаний на надёжность.

## Конструкция
Zastava PPZ имеет полимерную раму, модульную конструкцию и сменную заднюю накладку рукоятки. Направляющая для аксессуаров выполнена по стандарту MIL-STD-1913 (Пикатинни). Пистолет разработан изначально под патрон .45 ACP, однако существуют варианты под другие калибры: 9×19 мм Парабеллум, .40 S&W и 7,62×25 мм ТТ.
Ёмкость магазинов варьируется:
- .45 ACP — 14 патронов,
- .40 S&W — 15 патронов,
- 9×19 мм — 17 или 18 патронов,
- 7,62×25 мм ТТ — 20 патронов.

## Особенности
- Модульная конструкция позволяет заменять ствол, возвратную пружину, магазин и экстрактор для перехода на другой калибр.
- Уменьшенная ось канала ствола снижает подброс оружия при выстреле.
- Полимерная рама уменьшает массу пистолета.